# Kritik
 For alternative betydninger, se Kritik (flertydig). (Se også artikler, som begynder med Kritik)
Kritik (af græsk kritikē (κριτική) bedømmelse, egentlig kritiké techne, kunsten at bedømme) er bedømmelse eller undersøgelse af nogen eller noget. Kritik ses i alle livets områder, og alle bruger hverdagens form for kritik.

## Definitioner

### Positivistisk
I positivistisk videnskabsteori skelner man mellem objektiv og subjektiv kritik, hvor det første er en kritik, der søger at gennemføre strengt saglige synspunkter og støtter sig til en systematisk opfattelse af hele det emne, som det kritiserede tilhører. Tendentiøs og subjektiv er den kritik, som fremfører en forudfattet mening som fra f.eks. et konfessionelt eller politisk synspunkt. Negativ kritik opholder sig udelukkende ved det fejlagtige og forkastelige, mens den positive kritik søger at belyse sit emne alsidigt eller opholder sig ved det rigtige og prisværdige. Oftest er kritik negativ kritik.

### Kritisk teori
I den kritiske teori skelnes der ikke umiddelbart mellem objektiv/subjektivt, da enhver kritik altid anses som politisk. I feministisk perspektiv anses enhver kritik som farvet af sit standpunkt (hvorfor kritikeren altid bør erkende sit eget standpunkt – såkaldt "standpunktsfeminisme"). En kritik, der betegner sig selv som neutral, skjuler derved sit standpunkt, for at hæve sig over det kritiserede, og analyserer med et "gudeblik" 

## Retfærdiggørelse
Flere målestokke afgør, om kritikken kan retfærdiggøres. En målestok kan i flere videnskaber (f.eks. matematik) være faste og ubestridelige principper, mens andre som æstetisk kritik, litteratur- og kunstkritik, drejer sig om vurderinger, der kan anfægtes og måles for en modkritik. I videnskabelige fremstillinger er en kritisk behandling af årsager, hypoteser og metoder sædvanligvis grundlaget for opstillingen af hver ny teori, indtagelsen af hvert nyt standpunkt. Den almindeligvis negative betydning af ordet stammer fra den tid, hvor den filologiske kritik frem for alt gik ud på at undersøge de litterære antikke sprogmindesmærker. Denne kritik gik ikke bare på selve skrifternes ægthed eller uægthed, men også hvert udtryk og forms rigtighed (tekstkritik).

## Kritiske genrer
Den æstetiske kritik kan inddeles i teater-, litteratur-, kunst-, film- og musikkritik. Bibelkritikken undersøges gennem kildekritik værdien af de forskellige historiske kilder. Derudover findes der forbrugerkritik, m.m.